# قلعه کندر
قلعهٔ کندر؛ نام قلعه‌ای تاریخی مربوط به سدهٔ ۵ تا ۷ قمری است (امپراتوری سلجوقی) و در شهرستان خلیل‌آباد، بخش ششطراز، شهر کندر واقع شده و این اثر در تاریخ ۲۲ مرداد ۱۳۸۴ با شمارهٔ ثبت ۱۳۱۶۶ به‌عنوان یکی از آثار ملی ایران به ثبت رسیده است.

## نگارخانه

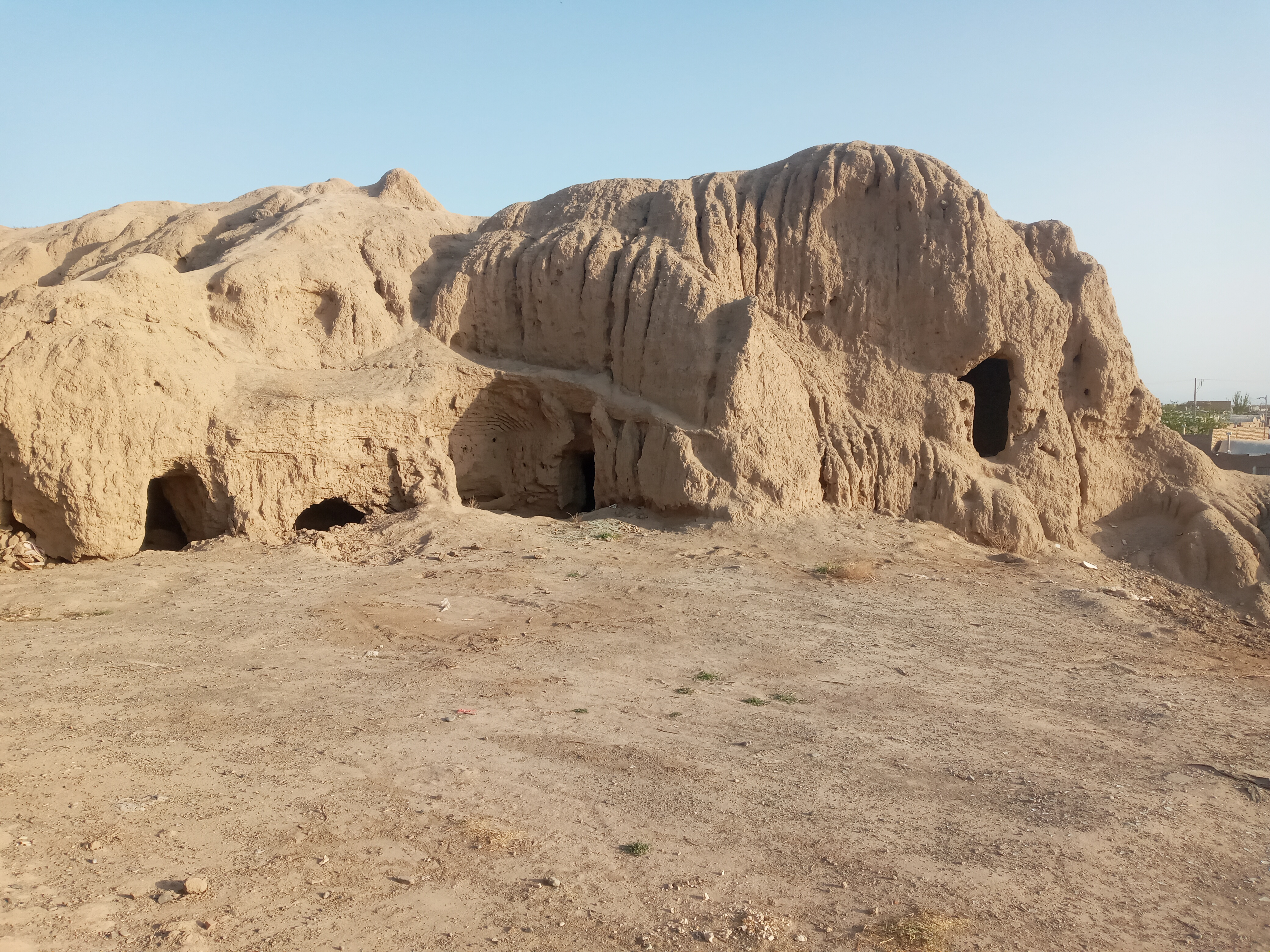
نمایی از قلعه
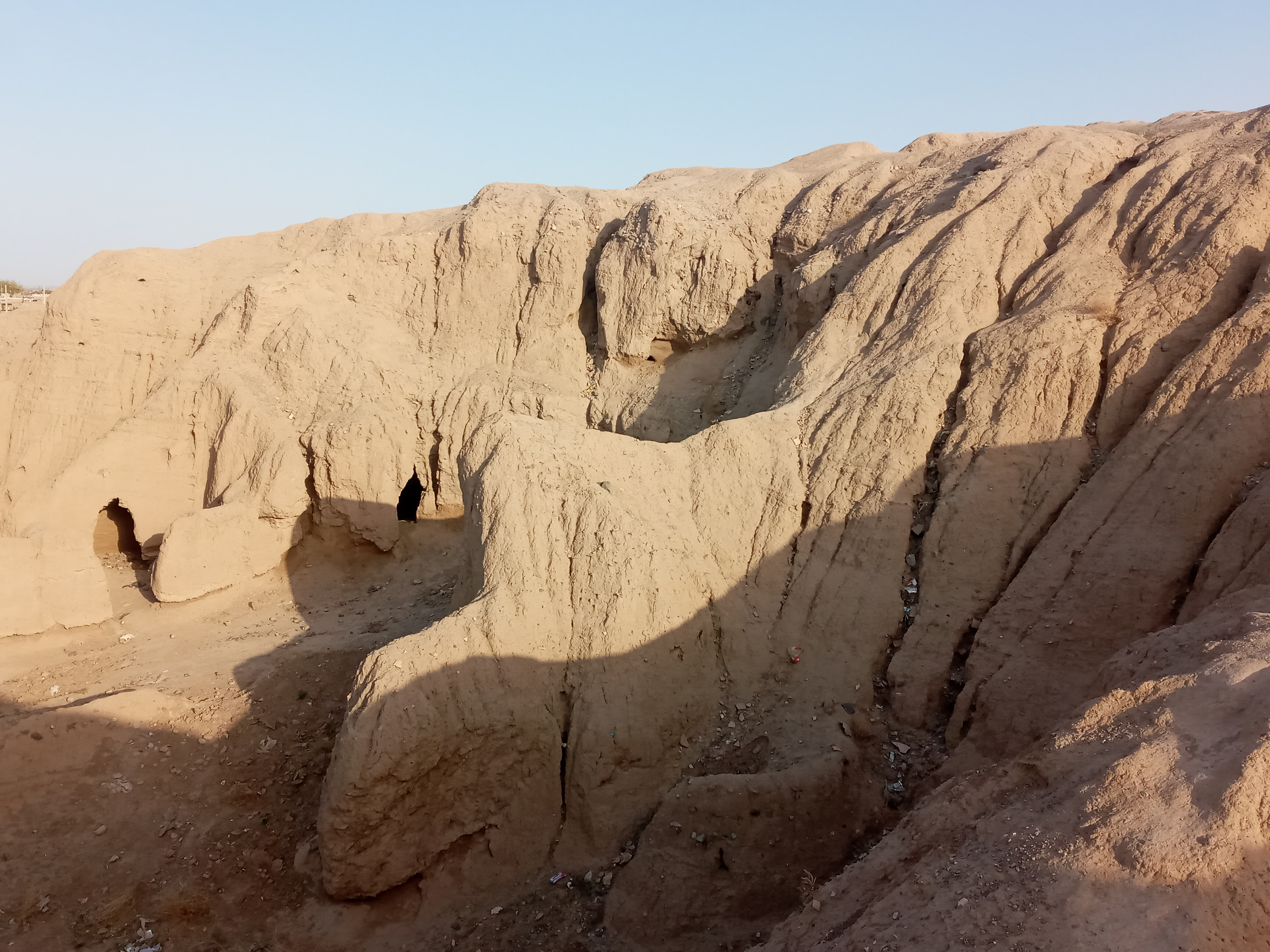
نمایی از قلعه
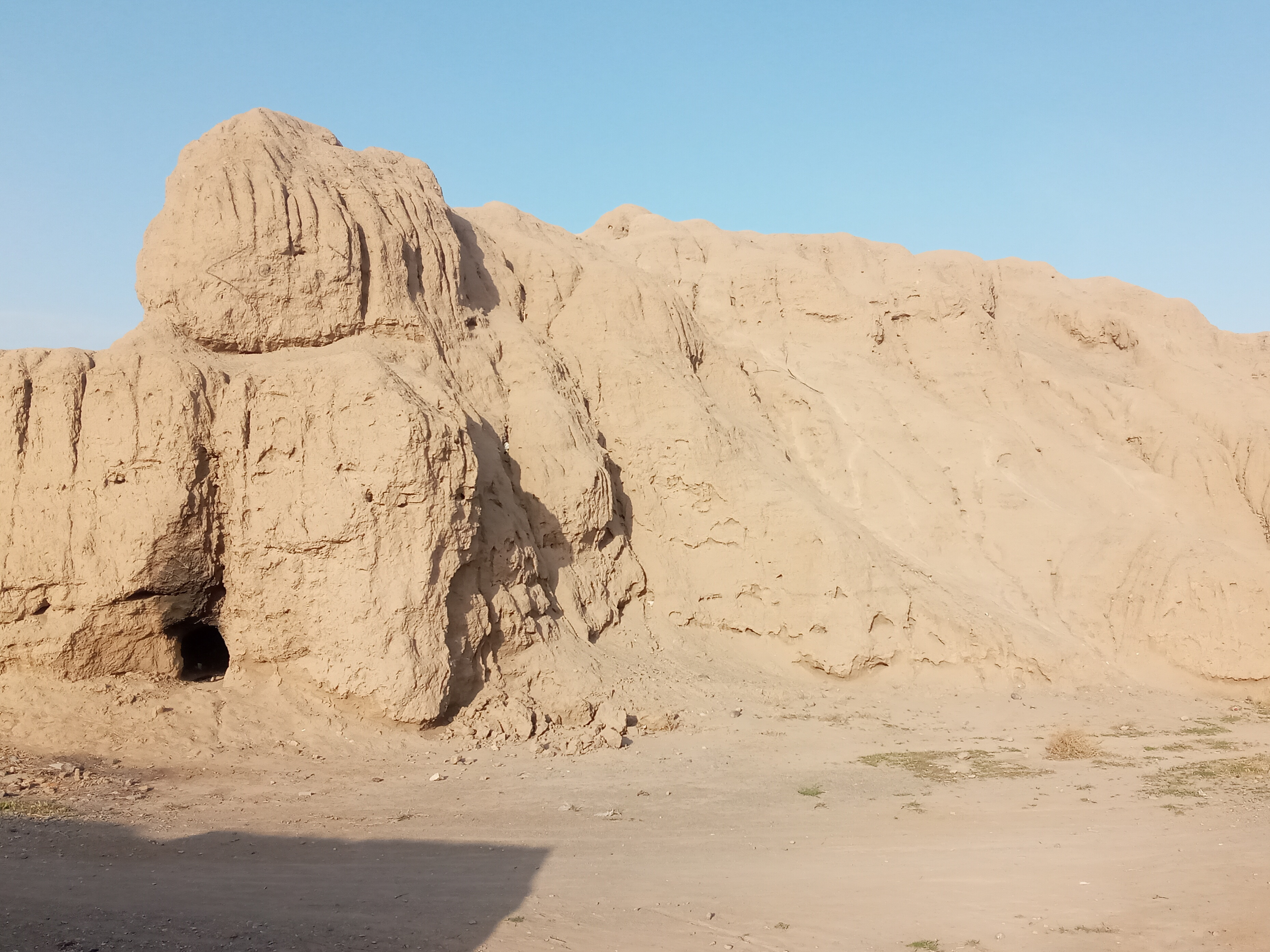
نمایی از قلعه
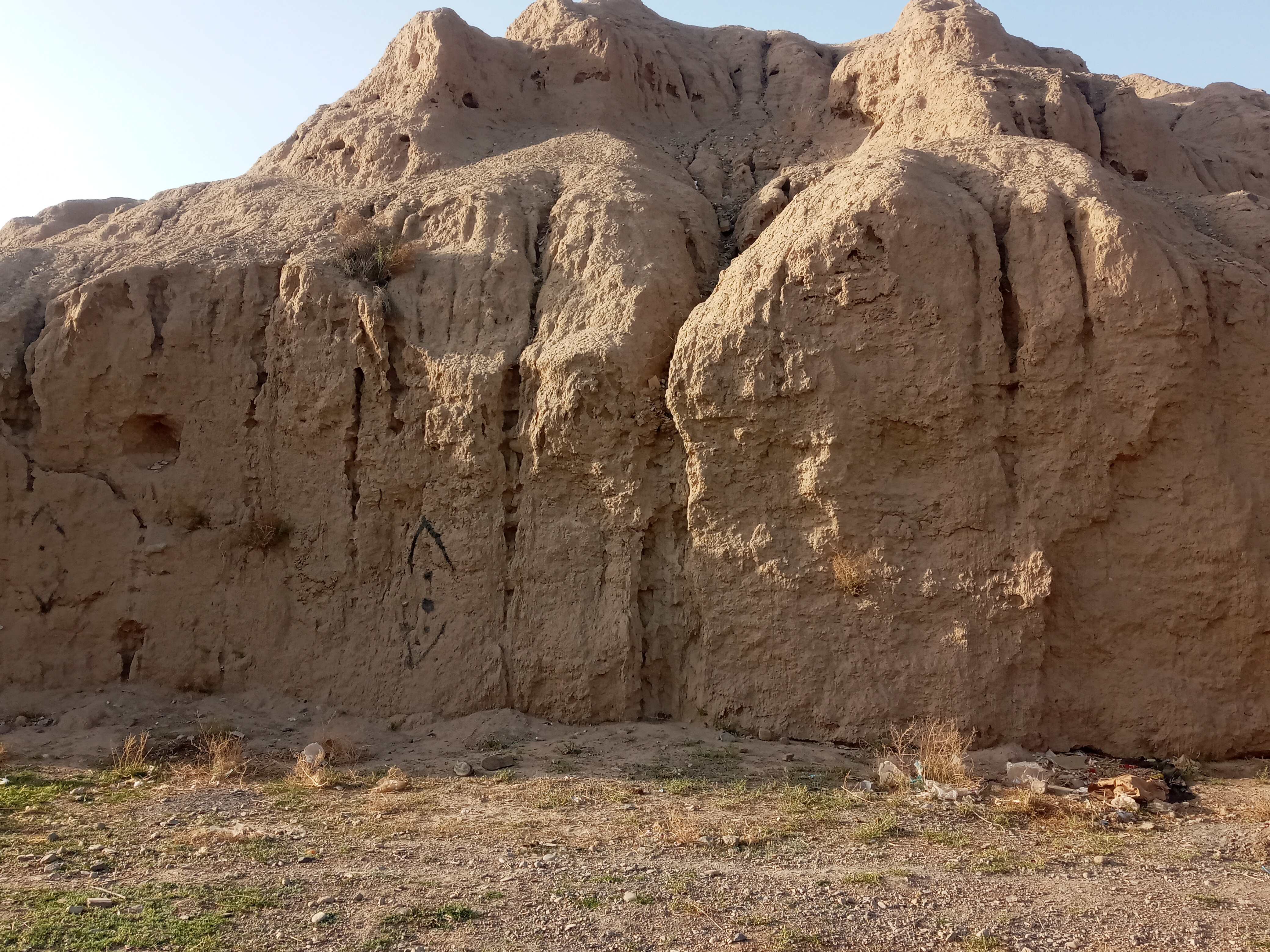
نمایی از قلعه
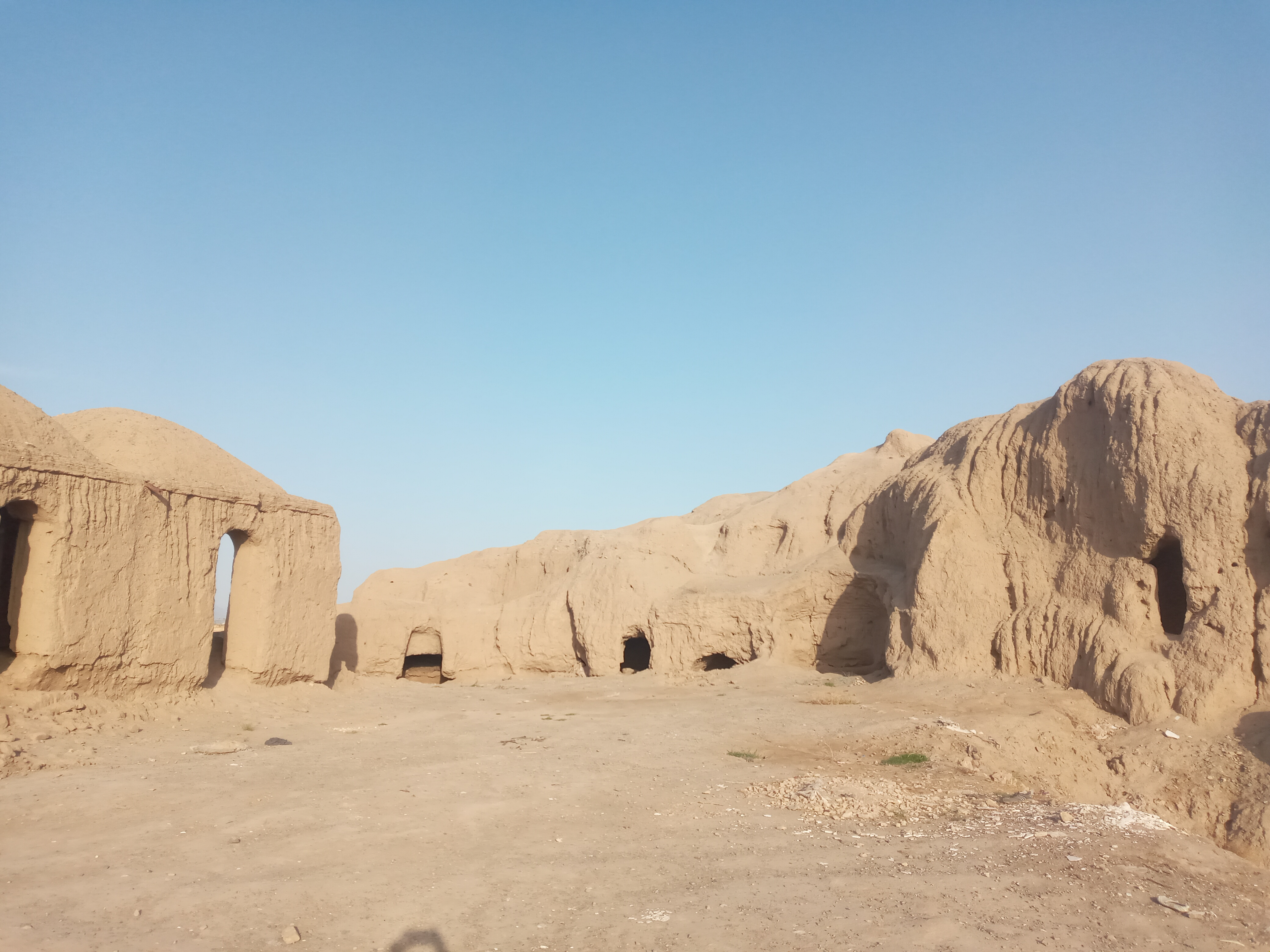
نمایی از قلعه
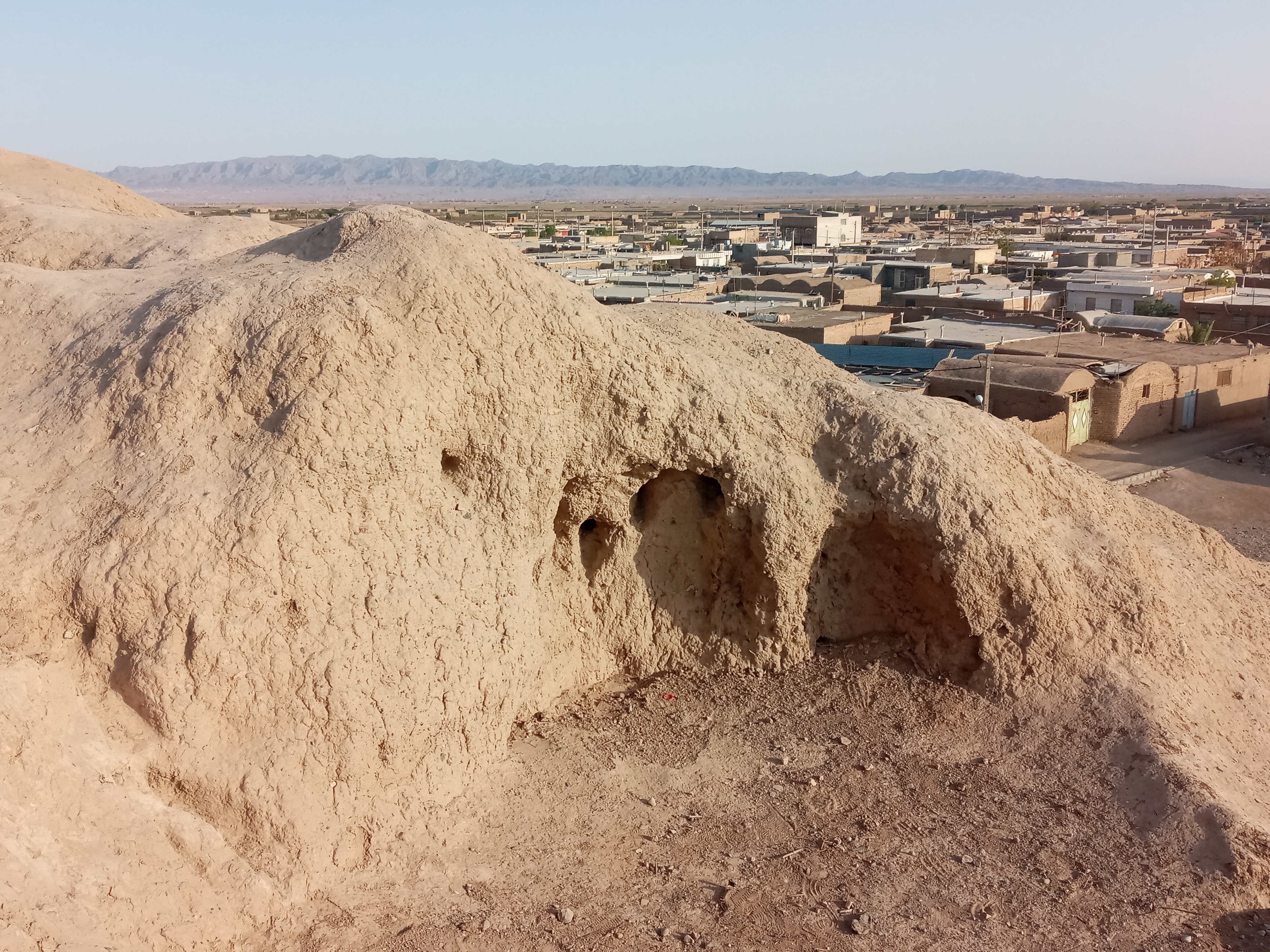
نمایی از قلعه
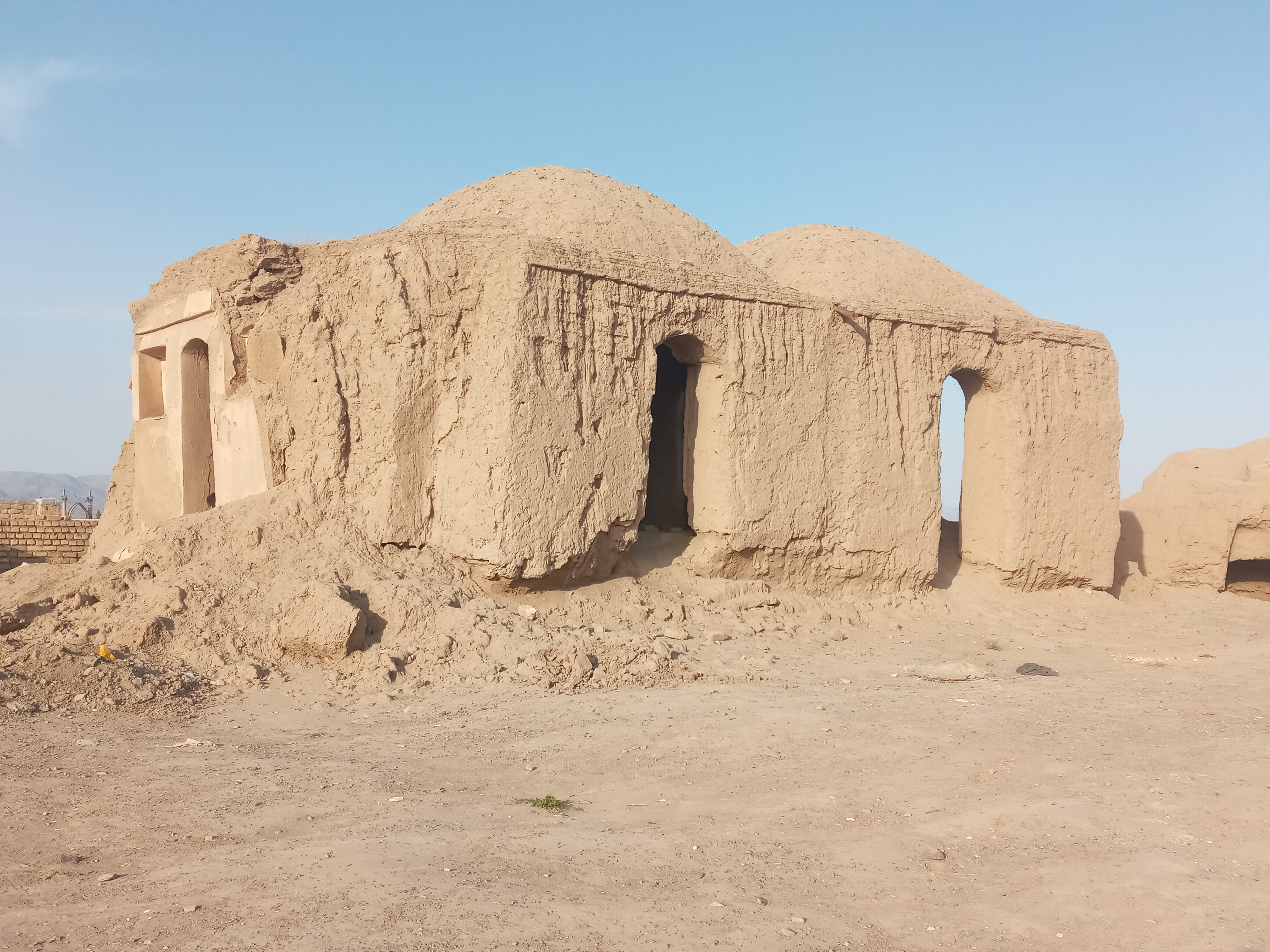
نمایی از قلعه
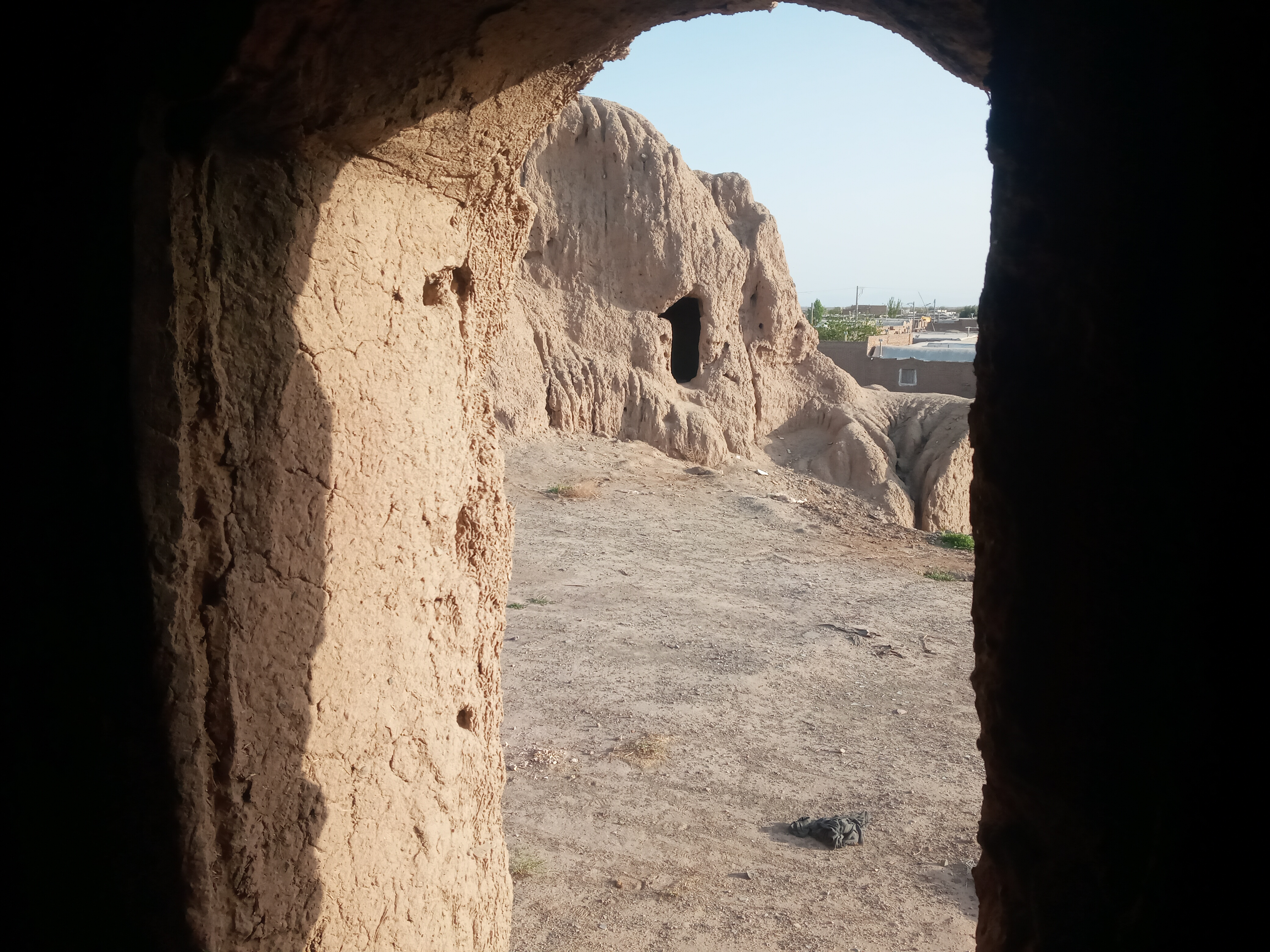
نمایی از قلعه